# Seloncourt
Seloncourt är en kommun i departementet Doubs i regionen Bourgogne-Franche-Comté i östra Frankrike. Kommunen ligger i kantonen Hérimoncourt som tillhör arrondissementet Montbéliard. År 2022 hade Seloncourt 5 812 invånare.

## Befolkningsutveckling
Antalet invånare i kommunen Seloncourt
Referens:INSEE